# Jean-Pierre Malo
Jean-Pierre Malo (* 28. srpna 1951 Clermont-Ferrand, Francie) je francouzský herec znamý např. z kriminálního thrilleru Samotář (1987), kde se objevil po boku Jean-Paula Belmonda, nebo z krimikomedie Drž hubu! (2003), v níž sekundoval dvojici Jean Reno a Gérard Depardieu.
V roce 2008 nominován na Molièrovu cenu pro nejlepšího herce ve vedlejší roli za účinkování ve hře Sight Unseen (En toute confiance) Donalda Marguliese v pařížském divadle Comédie des Champs-Elysées.

## Filmografie, výběr
- 1984 Série noire, TV seriál
- 1985 Podivná policie, režie Michel Vianey
- 1987 Samotář, režie Jacques Deray
- 2003 Drž hubu!, režie Francis Veber
- 2005 Bel Ami, režie Philippe Triboit
- 2005 Říše tygra, režie Gérard Marx
- 2016 L'invitation, režie Michaël Cohen